# Partido judicial de Padrón
El Partido judicial de Padrón es uno de los 45 partidos judiciales en los que se divide la Comunidad Autónoma de Galicia, siendo el partido judicial n.º 13 de la provincia de La Coruña.
Comprende a las localidades de Dodro, Padrón, Rianjo y Rois.
La cabeza de partido y por tanto sede de las instituciones judiciales es Padrón. La dirección del partido se sitúa en la Calle Tetuán de la localidad. Padrón cuenta con un Juzgado de Primera Instancia e Instrucción.